# Arno Schröder
Arno Schröder (* 10. Mai 1867 in Weimar; † 30. Mai 1925 in Hainichen) war ein deutscher Pfarrer und Prähistoriker.

## Leben
Als Sohn eines Bürgerschullehrers legte Schröder 1886 in Weimar sein Abitur ab und studierte anschließend Theologie in Jena. Nach einem zweijährigen Vikariatsaufenthalt in Dornburg wurde er 1895 Pfarrer in Hainichen und übernahm zwei Jahre später auch das benachbarte Kirchspiel Nerkewitz. Dieses Amt bekleidete er über dreißig Jahre, bis er nach jahrelangem Krebsleiden im Alter von 58 Jahren verstarb.
Bereits während seines Studiums begeisterte sich Schröder für die prähistorische Archäologie. Zeitlebens war er dem Leiter des Germanischen Museum der Universität Jena Gustav Eichhorn (1862–1929) sowie dem Arzt und Physiologen Max Verworn (1863–1921) freundschaftlich verbunden. Er war unter anderem Mitglied der Berliner Gesellschaft für Anthropologie, Ethnologie und Urgeschichte, der Deutschen Gesellschaft für Vorgeschichte sowie der 1901 gegründeten Jenaer Gesellschaft für Vorgeschichte. 1906 hielt er einen viel beachteten Vortrag über die Bedeutung der Keramik der Jungsteinzeit als Leitmotiv für die Periodisierung der prähistorischen Archäologie.
Schröder selbst sammelte zahlreiche Altertümer. Sein Nachlass umfasst etwa 4500 Originale aus aller Welt, die in fünf Bänden katalogisiert sind. Schröder nutzte dieses Material zur Aufklärung und Belehrung seiner Konfirmanden und hielt auch Erwachsene zur Achtsamkeit gegenüber den geborgenen Fundstücken auf den Äckern der Umgebung an. Das Hainicher Pfarrhaus gestaltete er zu einem Museum, in dem er mit Ölbildern und Ausstellungsstücken die gesamte Prähistorie anschaulich illustrierte. Damit entwickelte sich Schröder zum „geistigen Mittelpunkt“ seiner Gemeinden und ist in diesen noch heute in Erinnerung. Eine Dauerausstellung in der Hainicher Kirche ist seinem Wirken gewidmet.
Schröders umfangreiche Sammlung konnte nach seinem Tod aus Sondermitteln der Weimarischen Staatsregierung für die Universität Jena aufgekauft und der dortigen Ur- und Frühgeschichtlichen Sammlung einverleibt werden. Sie zählt noch heute zu den „schönsten und wertvollsten Stücken des Fundus des gesamten Instituts“.